# 라우브
애리 스태프랜스 레프(영어: Ari Staprans Leff, 1994년 8월 8일 ~ )는 라우브(영어: Lauv)라는 예명으로 활동하고 있는 미국의 싱어송라이터이자 레코드 프로듀서이다. 2015년 데뷔 EP Lost in the Light를 발매했으며, 곡 "I Like Me Better", "The Other", "Paris In The Rain" 등으로 이름을 알렸다.

## 음반 목록

### 정규 앨범
- ~how i'm feeling~ (2020)

### 컴필레이션 앨범
- I met you when I was 18. (2018)

### EP
- Lost in the Light (2015)
- Drugs & The Internet (2019)[1]
- Without You (2020)
- Modern Loneliness (2020)

### 피처링
- DJ 스네이크 - A Different Way (with Lauv) (2017)
- 방탄소년단 - Make It Right (feat. Lauv) (2019)
- Ava Max - Kings & Queens, Pt. 2 (feat. Lauv & Saweetie) (2020)
- 블랙베어 - if i were u (with Lauv) (2020)